# Campeonato manomanista de promoción 2016
El Campeonato manomanista de promoción 2016, competición de pelota vasca en la variante de pelota mano profesional de segunda categoría, que se disputó en el año 2016. Estuvo organizada por la LEPM (Liga de Empresas de Pelota Mano), compuesta por las dos principales empresas dentro del ámbito profesional de la pelota mano, Asegarce y ASPE.

## Pelotaris
| - Pelotaris de Asegarce: - Agirre (1/4) - Arteaga II (1/8) - Imaz (1/8) - Iturriaga (1/8) - Larunbe (1/4) - Tainta (1/8) |  | - Pelotaris de ASPE: - Erostarbe (1/16) - Gorka (1/4) - Irusta (1/16) - Martija (1/16) - Mendizabal III (1/4) - Merino (1/4) - Urruzola (1/16) |

## Dieciseisavos de final
| Fecha    | Frontón y localidad     | Rojo      | Azul     | Tanteo |
| -------- | ----------------------- | --------- | -------- | ------ |
| 10/04/16 | Frontón Astelena, Éibar | Irusta    | Urruzola | 22-3   |
| 10/04/16 | Frontón Astelena, Éibar | Erostarbe | Martija  | 22-19  |

## Octavos de final
| Fecha    | Frontón y localidad           | Rojo   | Azul       | Tanteo |
| -------- | ----------------------------- | ------ | ---------- | ------ |
| 08/04/16 | Frontón Madalensoro, Oiartzun | Imaz   | Arteaga II | 5-22   |
| 16/04/16 | Frontón Labrit, Pamplona      | Tainta | Iturriaga  | 22-8   |
| 17/04/16 | Frontón Astelena, Éibar       | Irusta | Erostarbe  | 22-12  |

## Cuartos de final
| Fecha    | Frontón y localidad        | Rojo           | Azul       | Tanteo |
| -------- | -------------------------- | -------------- | ---------- | ------ |
| 22/04/16 | Frontón Municipal, Vergara | Merino         | Arteaga II | 18-22  |
| 22/04/16 | Frontón Municipal, Vergara | Tainta         | Irusta     | 22-13  |
| 23/04/16 | Frontón Labrit, Pamplona   | Gorka          | Larunbe    | 22-8   |
| 23/04/16 | Frontón Labrit, Pamplona   | Mendizabal III | Agirre     | (1)    |

(1) Victoria de Aitor Mendizabal por lesión de Asier Agirre

## Semifinales
| Fecha    | Frontón y localidad            | Rojo   | Azul           | Tanteo |
| -------- | ------------------------------ | ------ | -------------- | ------ |
| 07/05/16 | Frontón Michelin, Lasarte-Oria | Gorka  | Arteaga II     | 22-11  |
| 08/05/16 | Frontón Municipal, Vergara     | Tainta | Mendizabal III | 11-22  |

## Final
| Fecha    | Frontón y localidad      | Rojo  | Azul           | Tanteo |
| -------- | ------------------------ | ----- | -------------- | ------ |
| 21/05/16 | Frontón Labrit, Pamplona | Gorka | Mendizabal III | 14-22  |

- Datos: Q23956005